# آدورک (دژ)

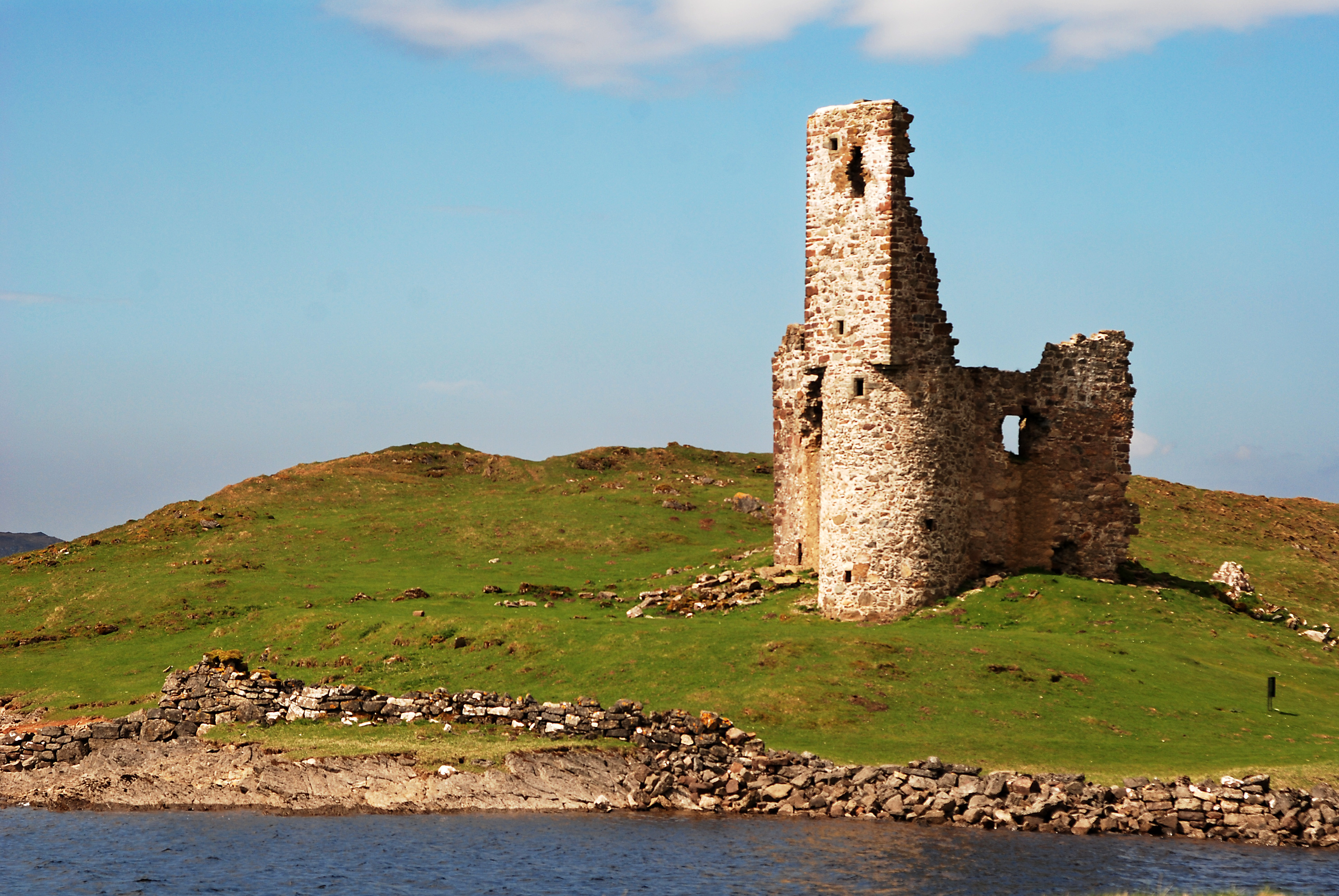
تصویری از آدورک

آدورک (انگلیسی: Ardvreck Castle) قلعه ای ویران در اسکاتلند است که قدمت آن به سده ۱۶ میلادی باز می گردد.